# Памятник Габдулле Тукаю (Москва)
Памятник Габдулле Тукаю, великому татарскому народному поэту, литературному критику, публицисту, общественному деятелю и переводчику, установлен в Москве на пересечении Новокузнецкой улицы и Малого Татарского переулка.

## История
Памятник был установлен в рамках программы мероприятий в честь 125-летия со дня рождения Габдуллы Тукая. Распоряжение об установлении памятника Тукаю в Москве было подписано Московской городской Думой в марте 2005 г. — в год, когда праздновалось тысячелетие Казани. Тогда же было выбрано место для установления памятника в Татарской слободе. Однако на этом работы застопорились и возобновились только 6 лет спустя — в марте 2011 г., когда мэр Москвы Сергей Собянин и президент Республики Татарстан Рустам Минниханов подписали соглашение о торгово-экономическом, научно-техническом и социально-культурном сотрудничестве между Республикой Татарстан и Москвой.
Памятник был изготовлен в самые сжатые сроки с 4 по 25 апреля с участием множества людей и организаций. Работы велись Специализированным управлением подземных работ и днём, и ночью и были завершены за день до открытия памятника. Памятник представляет собой бронзовую фигуру поэта, сидящего на гранитном постаменте. На картуше нанесена простая надпись:
ТАТАРСКОМУ ПОЭТУ

ГАБДУЛЛЕ ТУКАЮ
Автором памятника стал заслуженный художник России Салават Щербаков. Памятник был передан в дар Москве Правительством Республики Татарстан.
В торжественной церемонии открытия памятника 26 апреля 2011 г. из официальных лиц участвовали председатель Госсовета Республики Татарстан Фарид Мухаметшин, председатель Московской Думы Владимир Платонов, посол Турции Айдын Аднан Сезгин, посол Азербайджана Полад Бюльбюль-оглы, председатель Совета муфтиев России Равиль Гайнутдин, а также представители более 10 субъектов Российской Федерации, послы и представители посольств более 10 стран и несколько сотен татар Москвы.